# Campeonato Mundial de Patinação Artística no Gelo de 1989
O Campeonato Mundial de Patinação Artística no Gelo de 1989 foi a septuagésima nona edição do Campeonato Mundial de Patinação Artística no Gelo, um evento anual de patinação artística no gelo organizado pela União Internacional de Patinação (em inglês:  International Skating Union) onde os patinadores artísticos competem pelo título de campeão mundial. A competição foi disputada entre os dias 14 de março e 19 de março, na cidade de Paris, França.

## Eventos
- Individual masculino
- Individual feminino
- Duplas
- Dança no gelo

## Medalhistas
| Evento                        | Ouro                                                  | Prata                                           | Bronze                                        |
| Individual masculino detalhes | Kurt Browning · Canadá                                | Christopher Bowman · Estados Unidos             | Grzegorz Filipowski · Polônia                 |
| Individual feminino detalhes  | Midori Ito · Japão                                    | Claudia Leistner · Alemanha Ocidental           | Jill Trenary · Estados Unidos                 |
| Duplas detalhes               | Ekaterina Gordeeva · Sergei Grinkov · União Soviética | Cindy Landry · Lyndon Johnston · Canadá         | Elena Bechke · Denis Petrov · União Soviética |
| Dança no gelo detalhes        | Marina Klimova · Sergei Ponomarenko · União Soviética | Maya Usova · Aleksandr Zhulin · União Soviética | Isabelle Duchesnay · Paul Duchesnay · França  |

## Resultados

### Individual masculino
| Pos.                                | Nome                  | Nacionalidade      | Pontos |
| ----------------------------------- | --------------------- | ------------------ | ------ |
| Medalha de ouro                     | Kurt Browning         | Canadá             |        |
| Medalha de prata                    | Christopher Bowman    | Estados Unidos     |        |
| Medalha de bronze                   | Grzegorz Filipowski   | Polônia            |        |
| 4                                   | Alexander Fadeev      | União Soviética    |        |
| 5                                   | Petr Barna            | Tchecoslováquia    |        |
| 6                                   | Viktor Petrenko       | União Soviética    |        |
| 7                                   | Daniel Doran          | Estados Unidos     |        |
| 8                                   | Oliver Höner          | Suíça              |        |
| 9                                   | Michael Slipchuk      | Canadá             |        |
| 10                                  | Cameron Medhurst      | Austrália          |        |
| 11                                  | Makoto Kano           | Japão              |        |
| 12                                  | Daniel Weiss          | Alemanha Ocidental |        |
| 13                                  | Axel Médéric          | França             |        |
| 14                                  | Dmitri Gromov         | União Soviética    |        |
| 15                                  | András Száraz         | Hungria            |        |
| 16                                  | Mirko Eichhorn        | Alemanha Oriental  |        |
| 17                                  | Ralph Burghart        | Áustria            |        |
| 18                                  | Alessandro Riccitelli | Itália             |        |
| 19                                  | Peter Johansson       | Suécia             |        |
| 20                                  | Henrik Walentin       | Dinamarca          |        |
| Não avançaram para o programa livre |                       |                    |        |
| 21                                  | Christian Newberry    | Reino Unido        |        |
| 22                                  | Jung Sung-Il          | Coreia do Sul      |        |
| 23                                  | Iwo Svec              | Alemanha Ocidental |        |
| 24                                  | Oula Jääskeläinen     | Finlândia          |        |
| 25                                  | David Liu             | Taipé Chinesa      |        |
| 26                                  | Boiko Alexiev         | Bulgária           |        |
| 27                                  | Alexandre Geers       | Bélgica            |        |
| WD                                  | Ricardo Olavarrieta   | México             |        |

### Individual feminino
| Pos.                                | Nome               | Nacionalidade      | Pontos |
| ----------------------------------- | ------------------ | ------------------ | ------ |
| Medalha de ouro                     | Midori Ito         | Japão              |        |
| Medalha de prata                    | Claudia Leistner   | Alemanha Ocidental |        |
| Medalha de bronze                   | Jill Trenary       | Estados Unidos     |        |
| 4                                   | Patricia Neske     | Alemanha Ocidental |        |
| 5                                   | Natalia Lebedeva   | União Soviética    |        |
| 6                                   | Kristi Yamaguchi   | Estados Unidos     |        |
| 7                                   | Evelyn Großmann    | Alemanha Oriental  |        |
| 8                                   | Natalia Gorbenko   | União Soviética    |        |
| 9                                   | Beatrice Gelmini   | Itália             |        |
| 10                                  | Surya Bonaly       | França             |        |
| 11                                  | Karen Preston      | Canadá             |        |
| 12                                  | Simone Lang        | Alemanha Oriental  |        |
| 13                                  | Yvonne Pokorny     | Áustria            |        |
| 14                                  | Tamara Téglássy    | Hungria            |        |
| 15                                  | Junko Yaginuma     | Japão              |        |
| 16                                  | Charlene Wong      | Canadá             |        |
| 17                                  | Željka Čižmešija   | Iugoslávia         |        |
| 18                                  | Yvonne Gómez       | Espanha            |        |
| 19                                  | Helene Persson     | Suécia             |        |
| 20                                  | Petra Vonmoos      | Suíça              |        |
| Não avançaram para o programa curto |                    |                    |        |
| 21                                  | Tracy Brook        | Austrália          |        |
| 22                                  | Lily Lyoonjung Lee | Coreia do Sul      |        |
| 23                                  | Louisa Danskin     | Reino Unido        |        |
| 24                                  | Anisette Torp-Lind | Dinamarca          |        |
| 25                                  | Jacqueline Soames  | Reino Unido        |        |
| 26                                  | Mari Niskanen      | Finlândia          |        |
| 27                                  | Tsvetelina Yankova | Bulgária           |        |
| 28                                  | Diana Marcos       | México             |        |
| WD                                  | Charuda Upatham    | Tailândia          |        |
| WD                                  | Sandy Suy          | Bélgica            |        |

### Duplas
| Pos.              | Nome                                | Nacionalidade      | Pontos |
| ----------------- | ----------------------------------- | ------------------ | ------ |
| Medalha de ouro   | Ekaterina Gordeeva / Sergei Grinkov | União Soviética    |        |
| Medalha de prata  | Cindy Landry / Lyndon Johnston      | Canadá             |        |
| Medalha de bronze | Elena Bechke / Denis Petrov         | União Soviética    |        |
| 4                 | Peggy Schwarz / Alexander König     | Alemanha Oriental  |        |
| 5                 | Kristi Yamaguchi / Rudy Galindo     | Estados Unidos     |        |
| 6                 | Elena Kvitchenko / Rashid Kadyrkaev | União Soviética    |        |
| 7                 | Isabelle Brasseur / Lloyd Eisler    | Canadá             |        |
| 8                 | Natalie Seybold / Wayne Seybold     | Estados Unidos     |        |
| 9                 | Anuschka Gläser / Stefan Pfrengle   | Alemanha Ocidental |        |
| 10                | Danielle Carr / Stephen Carr        | Austrália          |        |
| 11                | Cheryl Peake / Andrew Naylor        | Reino Unido        |        |

### Dança no gelo
| Pos.                           | Nome                                    | Nacionalidade      | Pontos |
| ------------------------------ | --------------------------------------- | ------------------ | ------ |
| Medalha de ouro                | Marina Klimova / Sergei Ponomarenko     | União Soviética    |        |
| Medalha de prata               | Maya Usova / Alexander Zhulin           | União Soviética    |        |
| Medalha de bronze              | Isabelle Duchesnay / Paul Duchesnay     | França             |        |
| 4                              | Klára Engi / Attila Tóth                | Hungria            |        |
| 5                              | Susie Wynne / Joseph Druar              | Estados Unidos     |        |
| 6                              | Larisa Fedorinova / Evgeni Platov       | União Soviética    |        |
| 7                              | Stefania Calegari / Pasquale Camerlengo | Itália             |        |
| 8                              | Karyn Garossino / Rod Garossino         | Canadá             |        |
| 9                              | Sharon Jones / Paul Askham              | Reino Unido        |        |
| 10                             | Andrea Juklova / Martin Šimeček         | Tchecoslováquia    |        |
| 11                             | Michelle McDonald / Mark Mitchell       | Canadá             |        |
| 12                             | Dominique Yvon / Frédéric Palluel       | França             |        |
| 13                             | Susanna Rahkamo / Petri Kokko           | Finlândia          |        |
| 14                             | Andrea Weppelmann / Hendryk Schamberger | Alemanha Ocidental |        |
| 15                             | Anna Croci / Luca Mantovani             | Itália             |        |
| 16                             | Małgorzata Grajcar / Andrzej Dostatni   | Polônia            |        |
| 17                             | Krisztina Kerekes / Csaba Szentpéteri   | Hungria            |        |
| 18                             | Diane Gerencser / Bernard Columberg     | Suíça              |        |
| 19                             | Kaoru Takino / Kenji Takino             | Japão              |        |
| Não avançaram para dança livre |                                         |                    |        |
| 20                             | Monica MacDonald / Duncan Smart         | Austrália          |        |
| 21                             | Ursula Holik / Herbert Holik            | Áustria            |        |
| 22                             | Kyung Sook Park / Seung Jong Han        | Coreia do Sul      |        |
| 23                             | Petia Gavazova / Nikolai Tonev          | Bulgária           |        |
| WD                             | April Sargent / Russ Witherby           | Estados Unidos     |        |

## Quadro de medalhas
| Ordem | País               | Medalha de ouro | Medalha de prata | Medalha de bronze |    | Ordem por total |
| ----- | ------------------ | --------------- | ---------------- | ----------------- | -- | --------------- |
| 1     | União Soviética    | 2               | 1                | 1                 | 4  | 1               |
| 2     | Canadá             | 1               | 1                |                   | 2  | 2               |
| 3     | Japão              | 1               |                  |                   | 1  | 4               |
| 4     | Estados Unidos     |                 | 1                | 1                 | 2  | 2               |
| 5     | Alemanha Ocidental |                 | 1                |                   | 1  | 4               |
| 6     | França             |                 |                  | 1                 | 1  | 4               |
| 6     | Polônia            |                 |                  | 1                 | 1  | 4               |
| TOTAL | TOTAL              | 4               | 4                | 4                 | 12 | —               |